# سفارة منغوليا في الولايات المتحدة
سفارة منغوليا في الولايات المتحدة هي أرفع تمثيل دبلوماسي لدولة منغوليا لدى الولايات المتحدة. تقع السفارة في شمال غربي واشنطن العاصمة وهي تهدف لتعزيز المصالح المنغولية في الولايات المتحدة.

## وصلات خارجية
- قائمة سفارات منغوليا
- قائمة السفارات في الولايات المتحدة